# Kabinett Hamaguchi
Das Kabinett Hamaguchi (jap. 浜口内閣, Hamaguchi naikaku) regierte Japan unter Führung von Premierminister Hamaguchi Osachi vom 2. Juli 1929 bis zum 14. April 1931.
| Amt                                     | Amtszeit         | Name | Kammer (Wahlkreis) | Fraktion |
| --------------------------------------- | ---------------- | --- | ------------------ | -------- |
| Premierminister                         | Hamaguchi Osachi | Shidehara Kijūrō geschäftsführend vom 16. November 1930 bis 9. März 1931                                 |                    |          |
| Außenminister                           | Shidehara Kijūrō | |                    |          |
| Innenminister                           | Adachi Kenzō     | |                    |          |
| Finanzminister                          | Inoue Junnosuke  | |                    |          |
| Heeresminister                          | Ugaki Kazushige  | 2. Juli 1929 bis 16. Juni 1930; 10. Dezember 1930 bis 14. April 1931                                     |                    |          |
| Heeresminister                          | Abe Nobuyuki     | 16. Juni 1930 bis 10. Dezember 1930                                                                      |                    |          |
| Marineminister                          | Takarabe Takeshi | 2. Juli 1929 bis 3. Oktober 1930, aber Hamaguchi geschäftsführend vom 26. November 1929 bis 19. Mai 1930 |                    |          |
| Marineminister                          | Abo Kiyokazu     | 3. Oktober 1930 bis 14. April 1931                                                                       |                    |          |
| Justizminister                          | Watanabe Chifuyu | |                    |          |
| Kultusminister                          | Kobashi Ichita   | 2. Juli 1929 bis 29. November 1929                                                                       |                    |          |
| Kultusminister                          | Tanaka Ryūzō     | 29. November 1929 bis 14. April 1931                                                                     |                    |          |
| Minister für Landwirtschaft und Forsten | Machida Chūji    | |                    |          |
| Minister für Industrie und Handel       | Tawara Magoichi  | |                    |          |
| Minister für Kommunikation              | Koizumi Matajirō | |                    |          |
| Eisenbahnminister                       | Egi Tasuku       | |                    |          |
| Kolonialminister                        | Matsuda Genji    | |                    |          |
| Minister ohne Geschäftsbereich          | Abe Nobuyuki     | |                    |          |

## Andere Positionen
| Amt                        | Name              |
| -------------------------- | ----------------- |
| Chefkabinettssekretär      | Suzuki Fujiya     |
| Leiter des Legislativbüros | Kawasaki Takuichi |